# Дэндэн
Дэндэн  (настоящее имя Ёсиро Огата; 23 января 1950,  Тикусино) — японский актёр кино и телевидения.

## Биография
Родился в Тикусино (префектура Фукуока) в понедельник, 23 января 1950 года.
В юности, впечатлённый игрой Киёси Ацуми, решает стать актёром. Он мечтал лично встретиться с кумиром, но это  ему не удалось. Однако Ёсиро не сдался и после 4-х лет  существования на случайные заработки присоединился к театральной труппе. В возрасте 30 лет принял участие в телешоу «Рождение звезды комедии», где выиграл первый приз.
В кино дебютировал в 1981 году ролью Синсуи в комедии Ёсимицу Мориты «Кое-что, похожее на это».
Увлекается игрой в пинг-понг.

## Избранная фильмография
- Кое-что, похожее на это  (1981) — Синсуи
- Бояки  (1994) — мужчина в компании
- Исцеление (1997) — Оита
- Проклятие (2000) — Ёсикава
- Красная тень (2001) — Боннобеи
- Извещение о смерти (2008)
- Холодная рыба (2010) — Юкио Мурата[1]
- Химидзу (2011) — Канеко
- Снято! (2011) — Такагаки
- Как влюблённый (2012) — Хироси
- Аматян (2013)
- Почему ты не играешь в аду? (2013) — лавочник
- Якудза-апокалипсис: Великая война в преступном мире (2015) — Хуган
- Любовь и другие культы (2017) — Хисая Кида

## Награды
- 2011 —  Премия Майнити за лучшую мужскую роль второго плана — «Холодная рыба»
- 2012 —   Премия Кинэма Дзюмпо за лучшую мужскую роль второго плана — «Холодная рыба»
- 2012 —  Премия Японской киноакадемии за лучшую мужскую роль второго плана — «Холодная рыба»